# Мариане Крис-Рие
Мариане Крис-Рие (на немски: Marianne Kris-Rie) е австрийска и британска психоаналитичка и педиатърка.

## Биография
Родена е на 27 май 1900 година във Виена, Австро-Унгария, в семейството на Оскар Рие и Мелани Бонди. Баща ѝ е педиатър и добър приятел на Зигмунд Фройд, като двамата заедно имат публикация, озаглавена Klinische Studie über die halbseitige Cerebrallähmung der Kinder („Клинично изследване на церебрална хемиплегия при деца“, 1891). Сестра ѝ Маргарете е съпруга на Херман Нунберг.
Мариане се омъжва за Ернст Крис през 1927 г. Година по-късно стават членове на Виенското психоаналитично общество. Тя е близка сътрудничка на Ана Фройд. В периода 1925 – 1927 г. преминава психоаналитична подготовка в Берлин с Франц Александер, анализирана е и от Зигмунд Фройд.
Поради аншлуса на Австрия с Германия тя напуска Виена и се премества в Лондон, където става член на Британското психоаналитично общество. Заминава за САЩ и става член на Нюйоркското психоаналитично общество през 1944 г. Нейната работа е насочена главно в детската анализа, където обучава психоаналитици.
Мариане и други аналитици допринасят за създването на Асоциацията за детска психоанализа, като тя става първия ѝ президент в основаването и през 1965 г. Тя е и главен редактор на „Психоаналитично изследване на детето“.
Умира на 23 ноември 1980 година в Лондон на 80-годишна възраст.